# Prêmio Francisco Alves
O Prêmio Francisco Alves é um prêmio de literatura brasileiro, oferecido pela Academia Brasileira de Letras (ABL) concedido a cada cinco anos a monografias sobre o ensino fundamental no Brasil e sobre a língua portuguesa, desde 2003.

## Premiados
- 2013 - Rogério Bessa pela obra Atlas linguístico do Estado do Ceará
- 2008 - Carlos Eduardo Falcão Uchôa pela obra O Ensino da Gramática: caminhos e descaminhos
- 2008 - Paulo Nathanael Pereira de Souza pela obra Temas de Educação Fundamental
- 2003 - Lazará Nanci de Barros Amâncio pela obra Cartilhas para quê?
- 2003 - Doralice Aparecida Paranzini Gorni pela oba A reestruturação do ensino fundamental do Paraná após a abertura democrática no Brasil